# بولين تومسون
بولين تومسون (بالإنجليزية: Pauline Thompson)‏ هي رسامة نيوزيلندية، ولدت في 1942، وتوفيت في 28 يوليو 2012 في North Shore, New Zealand ‏ في نيوزيلندا.